# Чемпионат мира по шорт-треку среди команд 1991
Чемпионат мира по шорт-треку среди команд  1991 года проходил 30 - 31 марта в Сеуле (Южная Корея).

## Система состязаний
Для участия в чемпионате автоматически квалифицировались первые восемь стран по итогам кубка мира. По 4 конькобежца от каждой страны участвовало в гонках на 500 м и на 1000 м, по 2 конькобежца — в гонке на 3000 м, плюс проходило первенство в эстафете (на 3000 м для женщин, на 5000 м — для мужчин).

## Участники чемпионата

### Мужчины
| Место | Участники        | Очки |
| ----- | ---------------- | ---- |
| 1     | Япония           | 64   |
| 2     | Республика Корея | 63   |
| 3     | Канада           | 57   |
| 4     | Италия           | 56   |
| 5     | Австралия        | 41   |
| 6     | Нидерланды       | 40   |
| 7     | СССР             | 37   |
| 7     | Новая Зеландия   | 37   |
| 9     | Бельгия          | 31   |

### Женщины
| Место | Участники        | Очки |
| ----- | ---------------- | ---- |
| 1     | Канада           | 79   |
| 2     | Китай            | 65   |
| 3     | Нидерланды       | 57   |
| 4     | СССР             | 52   |
| 5     | Республика Корея | 46   |
| 6     | Япония           | 44   |
| 7     | Италия           | 37   |
| 7     | Австралия        | 28   |
| 9     | Бельгия          | 25   |

## Призёры чемпионата

### Мужчины
| Дисциплина | Золото                                                      | Серебро                                     | Бронза                                                  |
| ---------- | ----------------------------------------------------------- | ------------------------------------------- | ------------------------------------------------------- |
| Команды    | Тацуёси Исихара Юити Акасака Тосинобу Каваи Цутому Кавасаки | Ким Ки Хун Ли Джун Хо Мо Джи Су Сон Джэ Кун | Фредерик Блэкберн Марк Лэки Деррик Кэмпбелл Лоран Деньо |

### Женщины
| Дисциплина | Золото                                                               | Серебро                                            | Бронза                                                                           |
| ---------- | -------------------------------------------------------------------- | -------------------------------------------------- | -------------------------------------------------------------------------------- |
| Команды    | Натали Ламбер Анджела Катроне Сильви Дэгль Иден Донателли Энни Перро | Чжан Яньмэй Ли Янь Ван Сюлань Го Хунжу Чжэн Чуньян | Моник Велзебур Симона Велзебур Присцилла Эрнст Пенелопа Ди Лелла Клаудия Волверс |